# Möllebackstorget
Möllebackstorget, även kallat brandtorget är ett litet torg i stadsdelen Bergslagen i Ronneby. Torget ligger i direkt anslutning till Heliga Kors kyrka och är trekantigt till formen omslutet av kyrkomuren på östra sidan och äldre trähusbebyggelse på de övriga två sidorna. Torget har en äldre karaktär med markbeläggning av rundad gatsten och en vattenpost i gjutjärn i torgets nordvästra spets. På torgets västra sida ligger det så kallade Gaddska huset.